# Députés de la 1re législature du Bénin

Cet article donne la liste par ordre alphabétique des 64 députés béninois élus au suffrage universel direct au scrutin de liste à la représentation proportionnelle pour un mandat de quatre ans siégeant à l'Assemblée nationale. Cette première législature dure du 1 avril 1991 au 31 mars 1995 avec pour président Adrien Houngbédji. Les députés sont rééligibles et représentent la Nation tout entière.

## Méthodologie
Pour chaque député, la liste précise sa circonscription d'élection, sa date de naissance, sa profession, son suppléant, le parti politique auquel il appartient ainsi que le groupe auquel il appartient. Sauf indication contraire, les députés et suppléants siégeant ont sont élus lors des élections législatives de juin 1991.
Un député est qualifié de « dissident », lorsqu'il siège dans un groupe parlementaire autre que celui-ci dans lequel la majorité des membres de son parti est affiliée. Cet état de dissidence n'empêche pas le député de continuer d'être officiellement membre de son parti d'origine.
Lors de la nomination au gouvernement ou du décès d'un député ou toute autre cause d'une invalidation, son suppléant devient député (un mois après en cas d'acceptation d'une fonction gouvernementale). En outre, à l'issue d'un délai d'un mois conformément à la Constitution du 11 décembre 1990, les ministres élus quittant le gouvernement ne peuvent plus retrouver leur siège, sans passer par une autre élection législatives en dehors du mandat en cours. 

## Bureau
Le bureau de l'Assemblée nationale est composé comme suit :
| Président          | Adrien Houngbédji    |
| 1er vice-président | Bruno Amoussou       |
| 2e vice-président  | Sévérin Adjovi       |
| 1er questeur       | Gédéon Dassoundo     |
| 2e questeur        | Ramatou Baba Moussa  |
| 1er secrétaire     | Ambroise Adanklounon |
| 2e secrétaire      | Jérôme Sacca Kina    |

## Partis politiques représentés
| Sigle             | Partis et Alliances de Partis                          | Chef du Parti           | Nombre de Sièges |
| ----------------- | ------------------------------------------------------ | ----------------------- | ---------------- |
| ADD               | Alliance pour une dynamique démocratique               |                         |                  |
| Alliance Caméléon | Alliance Caméléon                                      |                         |                  |
| Alliance IPD      | Alliance impulsion pour le progrès et le développement | Théophile Nata          |                  |
| ASD               | Alliance pour la Sociale et la Démocratie              | Robert Dossou           |                  |
| FARD-ALAFIA       | Front d'action pour le renouveau et le développement   | Daniel Tawéma           | 6                |
| MADEP             | Mouvement Africain pour la Démocratie et le Progrès    | Séfou Fagbohoun         |                  |
| MNDD              | Mouvement National pour la Démocratie et le Progrès    |                         |                  |
| NCC               | Notre Cause Commune                                    | ODJO Tankpinou François |                  |
| PCB               | Parti Communiste du Bénin                              | FATONDJI Pascal         |                  |
| PRD               | Parti du Renouveau Démocratique                        | Adrien Houngbédji       | 5                |
| PSD               | Parti social-démocrate                                 | Bruno Amoussou          | 7                |

## Liste des députés
| Portrait | Nom & Prénom                   | Circonscription | Date de naissance | Profession | Suppléant | Parti | Groupe |
| -------- | ------------------------------ | --------------- | ----------------- | ---------- | --------- | ----- | ------ |
|          | ABIMBOLA Adébayo               |                 |                   |            |           |       |        |
|          | ACAKPOVI Albert                |                 |                   |            |           |       |        |
|          | ACHODE Codjo                   |                 |                   |            |           |       |        |
|          | Ambroise Adanklounon           |                 |                   |            |           |       |        |
|          | ADIMI Albert                   |                 |                   |            |           |       |        |
|          | ADIMI Chabi Félix              |                 |                   |            |           |       |        |
|          | ADJIBOYRIHAN Saliou            |                 |                   |            |           |       |        |
|          | Joseph Kèkè                    |                 |                   |            |           |       |        |
|          | Sévérin Adjovi                 |                 |                   |            |           |       |        |
|          | Justin Ahomadegbé              |                 |                   |            |           |       |        |
|          | AHYI Gualbert René             |                 |                   |            |           |       |        |
|          | AINA Eustache                  |                 |                   |            |           |       |        |
|          | AKOWE Saré Ouorou              |                 |                   |            |           |       |        |
|          | ALLISOUTIN épse LAWSON Céline  |                 |                   |            |           |       |        |
|          | AMETONOU AHOUI Comlan Frédéric |                 |                   |            |           |       |        |
|          | AMI-TOURE Séidou               |                 |                   |            |           |       |        |
|          | Bruno Amoussou                 |                 |                   |            |           |       |        |
|          | Ramatou Baba Moussa            |                 |                   |            |           |       |        |
|          | BAGUIDI Boko                   |                 |                   |            |           |       |        |
|          | BEHANZIN PAOLETTI Théophile    |                 |                   |            |           |       |        |
|          | BIO DJARA Bio Kpontigui        |                 |                   |            |           |       |        |
|          | Bertin Borna                   |                 |                   |            |           |       |        |
|          | BOUKARY MORY Guy Issa Philippe |                 |                   |            |           |       |        |
|          | BOUROU N’GOBI Barthélémy       |                 |                   |            |           |       |        |
|          | Pascal Chabi Kao               |                 |                   |            |           |       |        |
|          | CODJIA Augustine               |                 |                   |            |           |       |        |
|          | CODJIA Nestor                  |                 |                   |            |           |       |        |
|          | DANSOU Essou Félix             |                 |                   |            |           |       |        |
|          | Gédéon Dassoundo               |                 |                   |            |           |       |        |
|          | DEGBE Marcellin Joseph         |                 |                   |            |           |       |        |
|          | DETCHENOU R. M. Antoine Padoue |                 |                   |            |           |       |        |
|          | DJAGOUE Léandre Kouessan       |                 |                   |            |           |       |        |
|          | DJREKPO Yaovi Charles          |                 |                   |            |           |       |        |
|          | Amos Elegbe                    |                 |                   |            |           |       |        |
|          | ELISHA Armand                  |                 |                   |            |           |       |        |
|          | FABOUMY Laurent Cyrille        |                 |                   |            |           |       |        |
|          | FANNOU Kokou André             |                 |                   |            |           |       |        |
|          | FIKARA Sacca                   |                 |                   |            |           |       |        |
|          | GBADAMASSI Moucharafou         |                 |                   |            |           |       |        |
|          | GNANDJANON Dansou Salomon      |                 |                   |            |           |       |        |
|          | Joseph Gnonlonfoun             |                 |                   |            |           |       |        |
|          | GODONOU Dagbéyon Aristide      |                 |                   |            |           |       |        |
|          | GOLOU Dégbèvi Emmanuel         |                 |                   |            |           |       |        |
|          | Houndonougbo Kossi Zacharie    |                 |                   |            |           |       |        |
|          | Adrien Houngbédji              |                 |                   |            |           |       |        |
|          | IDRISSOU Zacari Yao            |                 |                   |            |           |       |        |
|          | LAFIA Adamou                   |                 |                   |            |           |       |        |
|          | MALIKI Tidjani                 |                 |                   |            |           |       |        |
|          | MONNOU Edgard Yves             |                 |                   |            |           |       |        |
|          | MONTCHO Théophile              |                 |                   |            |           |       |        |
|          | OUOROU BOUN Sé N’Bouro         |                 |                   |            |           |       |        |
|          | Simon Sanga Pema               |                 |                   |            |           |       |        |
|          | Alfred Pognon                  |                 |                   |            |           |       |        |
|          | POGNON Gratien                 |                 |                   |            |           |       |        |
|          | ROUGA Osseni                   |                 |                   |            |           |       |        |
|          | Jérôme Sacca Kina              |                 |                   |            |           |       |        |
|          | SEKO N’GOYE Bio Gado Rémy      |                 |                   |            |           |       |        |
|          | SEMONDJI Isidore               |                 |                   |            |           |       |        |
|          | Daniel Tawéma                  |                 |                   |            |           |       |        |
|          | Albert Tévoédjrè               |                 |                   |            |           |       |        |
|          | Abraham Zinzindohoué           |                 |                   |            |           |       |        |
|          | Jean-Marie Komlan Zinzindohoué |                 |                   |            |           |       |        |
|          | ZOHOUN Jean-Marie              |                 |                   |            |           |       |        |
|          | ZOUMAROU Koura Souleymane      |                 |                   |            |           |       |        |